# Trafalgar-Friedhof
Der Trafalgar-Friedhof ist eine Begräbnisstätte im britischen Überseegebiet Gibraltar, die von 1798 bis 1814 genutzt wurde und später verfiel. Obwohl der Name an die Schlacht von Trafalgar erinnert, sind nur zwei Personen dort begraben, die an der Schlacht teilgenommen hatten und in Gibraltar ihren Verwundungen erlagen. Diejenigen, die während der Schlacht starben, bestattete man auf See, mit Ausnahme des Flottenbefehlshabers Lord Nelson, der in London in der St. Pauls Kathedrale beigesetzt wurde.

## Geschichte
Sieben Jahre vor der berühmten Seeschlacht weihte man den Friedhof als Southport Ditch Cemetery ein. Die Mehrzahl der Toten stammt von den drei Gelbfieberepidemien von 1804, 1813 und 1814. Auch begrub man hier Gefallene der napoleonischen Kriege auf der iberischen Halbinsel.
Der Friedhof befindet sich an der Außenseite der Stadtbefestigung im Süden der Halbinsel und kann besichtigt werden.